# Nationalphilharmonie (Warschau)

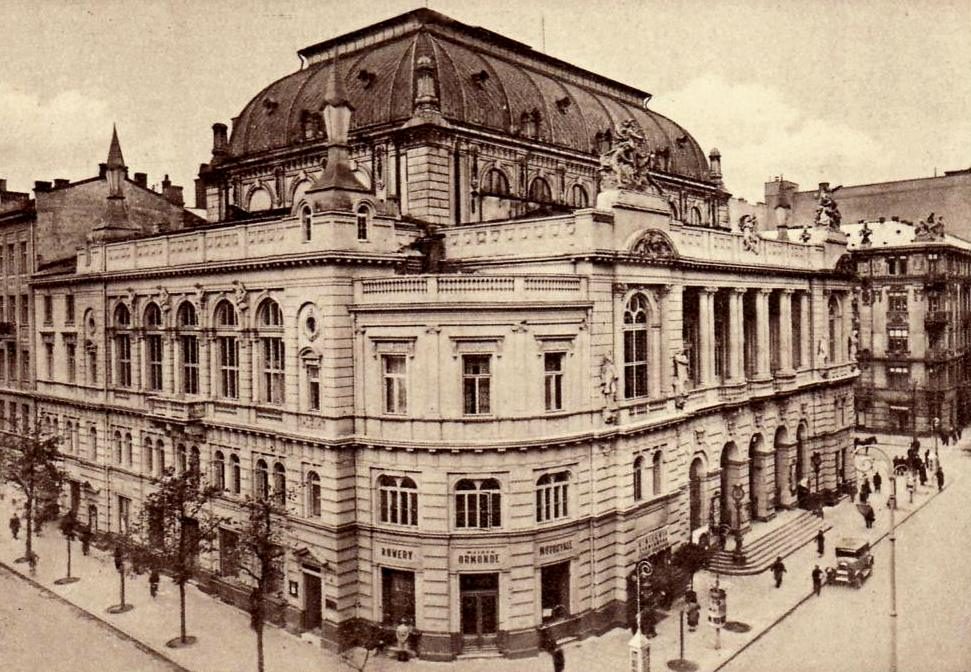
Warschauer Nationalphilharmonie, 1920

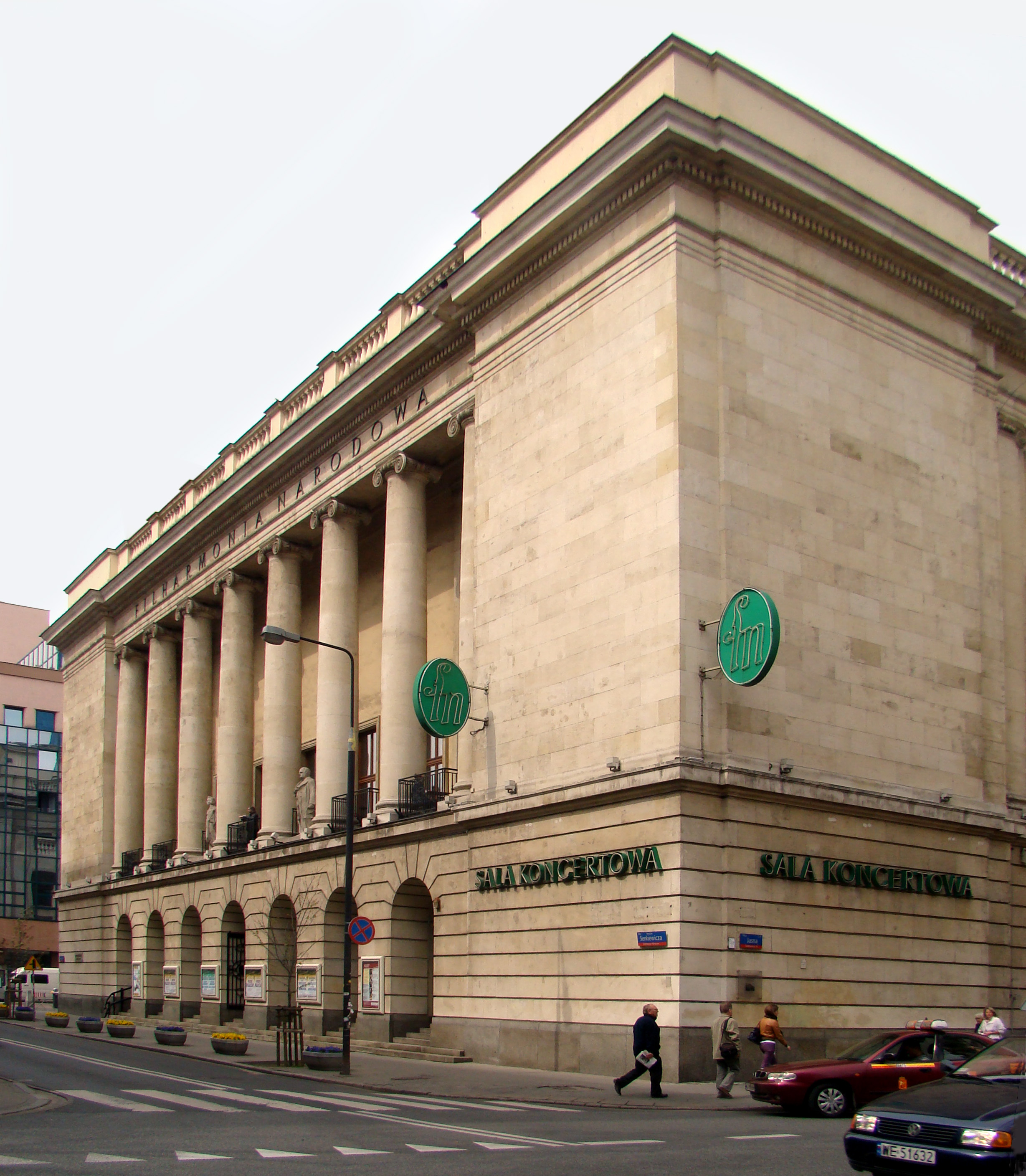
Warschauer Nationalphilharmonie heute

Die Nationalphilharmonie Warschau (poln. Filharmonia Narodowa) ist ein Konzerthaus in Warschau. Es dient u. a. als Hauptspielstätte für das Sinfonieorchester der Nationalphilharmonie Warschau.

## Baugeschichte
Das Gebäude der Nationalphilharmonie Warschau wurde von 1900 bis 1901 nach Plänen des Architekten Karol Kozłowski im neubarocken Stil errichtet. Das Deckengemälde schuf der Maler Henryk Siemiradzki. Zu den Stiftern gehörten u. a. der Pianist Ignacy Jan Paderewski und der Finanzier und Kunstmäzen Baron Leopold Kronenberg. Das erste Konzert fand am 5. November 1901 statt. Es wurde von Emil Młynarski, dem ersten Direktor der Philharmonie, dirigiert.
Das Gebäude brannte im September 1939 während der Belagerung Warschaus aus und wurde während des Warschauer Aufstandes im Jahr 1944 total zerstört. Beim Wiederaufbau nach Plänen von Eugeniusz Szparkowski und Henryk Białobrzeski wurde die Größe des Vorgängerbaus behalten, aber die Fassaden und Innenräume wurden im vereinfachten klassizistischen Stil gestaltet. Die Wiedereröffnung der Philharmonie erfolgte am 21. Februar 1955 mit dem Beginn des 5. Chopin-Klavierwettbewerbes. Die Philharmonie erhielt den Titel Narodowa (dt. ‚National‘).
Der Konzertsaal mit zwei Balkons umfasst 1072 Sitzplätze, der Kammermusiksaal im Untergeschoss 433 Plätze.
Neben dem eigenen sinfonischen Orchester traten in der Nationalphilharmonie berühmte Orchester aus aller Welt auf, u. a. die Academy of St Martin in the Fields unter Neville Marriner, Academy of Ancient Music unter Christopher Hogwood, BBC Symphony Orchestra unter Pierre Boulez, die Berliner Philharmoniker unter Daniel Barenboim, Cleveland Orchestra unter György Széll, Los Angeles Philharmonic Orchestra unter Zubin Mehta, New York Philharmonic unter Leonard Bernstein, Philadelphia Orchestra unter Eugene Ormandy.

## Orgeln

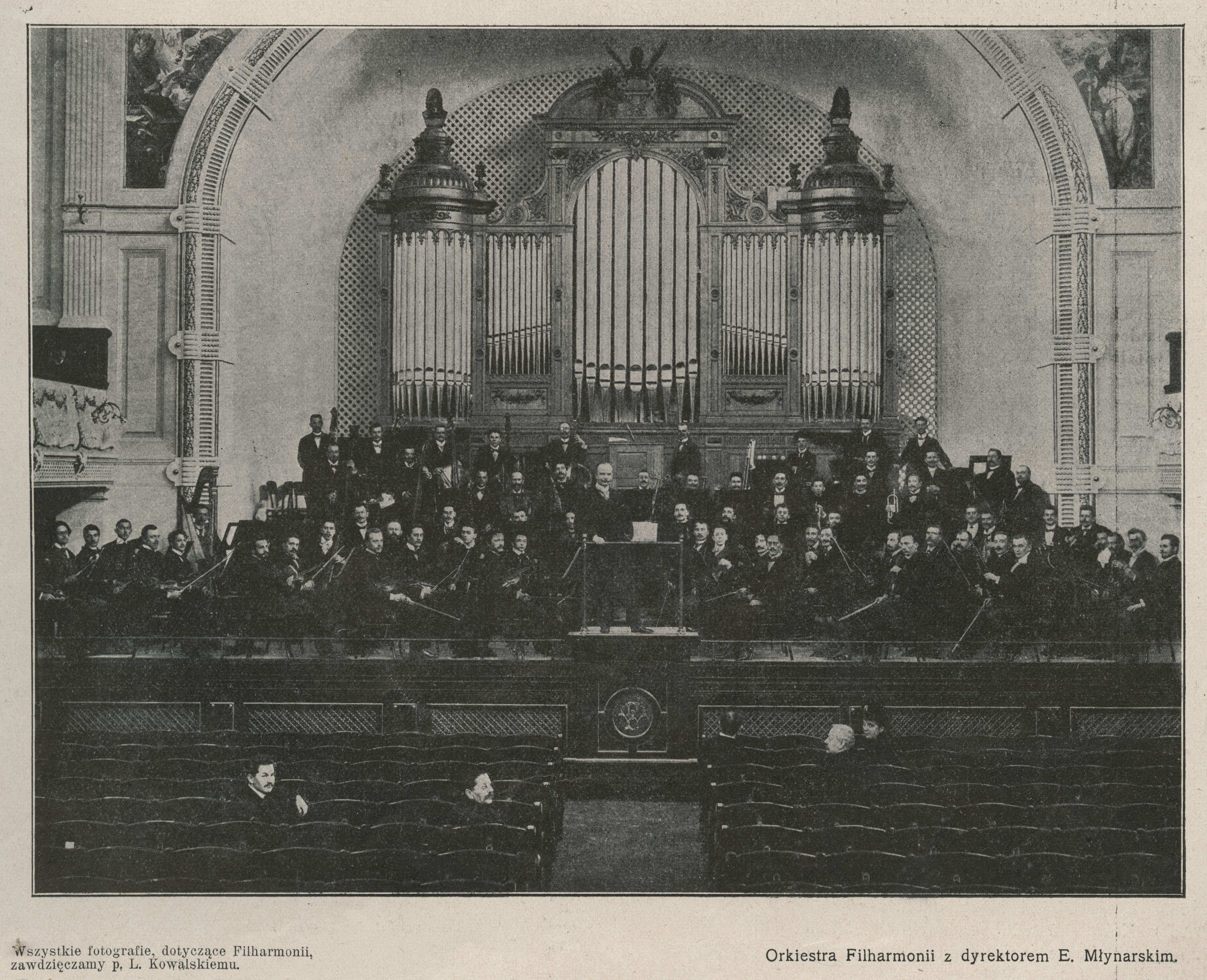
Walcker-Orgel von 1901

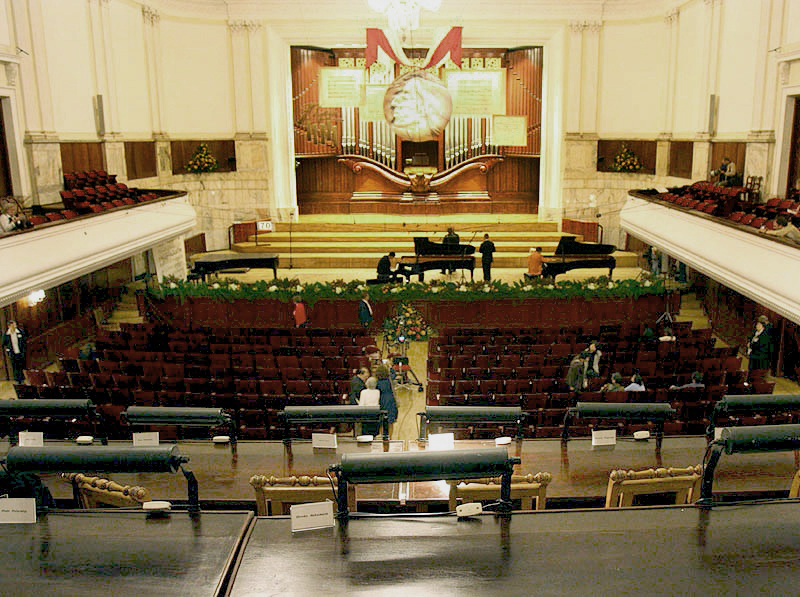
Blick durch den Saal auf die Karl Schuke-Orgel

Die Orgelbaufirma Walcker stattete die neuerbaute Philharmonie mit ihrem Opus 923, einer dreimanualigen Orgel mit 43 Registern, unter anderem mit einem Prinzipalbaß 32′, aus.
1950 erhielt das wiederaufgebaute Gebäude eine gebrauchte, viermanualige Orgel mit 64 Registern von 1944, das op. 625a der Gebrüder Jehmlich, welche durch die Firma Biernacki aus der Stadthalle Gdynia in die Warschauer Philharmonie umgesetzt wurde. Die Orgel mit elektropneumatischen Trakturen und einem fahrbaren Spieltisch stand in der Stadthalle ohne Prospekt hinter der Bühne und erhielt beim Einbau in die Philharmonie einem Freipfeifenprospekt. Diese Orgel wurde im Jahr 2000 abgebaut und in Einzelteilen verkauft.
Die jetzige Orgel wurde 2001 von der Orgelbaufirma Karl Schuke unter Weiterverwendung des geschwungenen Jehmlich-Holzunterbaus erbaut. Das Instrument hat 71 Register auf drei Manualwerken und Pedal.
| I Hauptwerk C–c4 |                |        |
| 1.               | Principal      | 16′    |
| 2.               | Gedackt        | 16′    |
| 3.               | Principal II   | 8′     |
| 4.               | Gedackt        | 8′     |
| 5.               | Flûte harm.    | 8′     |
| 6.               | Salicional     | 8′     |
| 7.               | Grossquinte    | 5 1⁄3′ |
| 8.               | Octave         | 4′     |
| 9.               | Blockfloete    | 4′     |
| 10.              | Grossterz      | 3 1⁄5′ |
| 11.              | Quinte         | 2 ⁄3′  |
| 12.              | Octave         | 2′     |
| 13.              | Cornett V      | 8′     |
| 14.              | Mix maj. V-VI  | 2′     |
| 15.              | Mixtur min. IV | 1′     |
| 16.              | Trompete       | 16′    |
| 17.              | Trompete       | 8′     |
| 18.              | Zink           | 4′     |

| II Positiv C–c4 |                    |       |
| 19.             | Salicional         | 16′   |
| 20.             | Principal          | 8′    |
| 21.             | Konzertfloete      | 8′    |
| 22.             | Unda maris         | 8′    |
| 23.             | Holzgedackt        | 8′    |
| 24.             | Aeoline            | 8′    |
| 25.             | Octave             | 4′    |
| 26.             | Rohrfloete         | 4′    |
| 27.             | Viola              | 4′    |
| 28.             | Sesquialtera II    | 2 ⁄3′ |
| 29.             | Waldfloete         | 2′    |
| 30.             | Flageolett         | 2′    |
| 31.             | Quinte             | 1 ⁄3′ |
| 32.             | Harmonia aeth. III | 2 ⁄3′ |
| 33.             | Mixtur VI          | 2′    |
| 34.             | Englischhorn       | 16′   |
| 35.             | Cromorne           | 8′    |
|                 | Tremulant          |       |

| III Schwellwerk C–c4 |                  |        |
| 36.                  | Bourdon          | 16′    |
| 37.                  | Diapason         | 8′     |
| 38.                  | Holzfloete       | 8′     |
| 39.                  | Rohrgedeckt      | 8′     |
| 40.                  | Gambe            | 8′     |
| 41.                  | Voix céleste     | 8′     |
| 42.                  | Octave           | 4′     |
| 43.                  | Fugara           | 4′     |
| 44.                  | Flûte oktaviante | 4′     |
| 45.                  | Nasard           | 2 ⁄3′  |
| 46.                  | Doublette        | 2′     |
| 47.                  | Tierce           | 1 3⁄5′ |
| 48.                  | Fourniture V     | 2 ⁄3′  |
| 49.                  | Basson           | 16′    |
| 50.                  | Trompette harm.  | 8′     |
| 51.                  | Hautbois         | 8′     |
| 52.                  | Voix humaine     | 8′     |
| 53.                  | Clairon          | 4′     |
|                      | Tremulant        |        |

| Pedalwerk C–g1 |                 |           |
| 54.            | Untersatz       | 32′       |
| 55.            | Principal       | 16′       |
| 56.            | Subbass         | 16′       |
| 57.            | Violonbass      | 16′       |
| 58.            | Zartbass        | 16′       |
| 59.            | Octavbass       | 8′        |
| 60.            | Floetbass       | 8′        |
| 61.            | Cello           | 8′        |
| 62.            | Choralbass      | 4′        |
| 63.            | Floete          | 4′        |
| 64.            | Bassaliquot III | 10 2⁄3′   |
| 65.            | Hintersatz      | II 5 1⁄3′ |
| 66.            | Mixtur IV       | 2 ⁄3′     |
| 67.            | Bombarde        | 32′       |
| 68.            | Posaune         | 16′       |
| 69.            | Fagott          | 16′       |
| 70.            | Trompete        | 8′        |
| 71.            | Clairon         | 4′        |